# Zelotomys hildegardeae
Espèce
Statut de conservation UICN

 LC  : Préoccupation mineure
Répartition géographique
Zelotomys hildegardeae est une espèce de rongeur de la famille des Muridae, du genre Zelotomys, présente en Afrique centrale et australe.

## Répartition et habitat
L'espèce est présente au centre de l'Angola, en Zambie, au nord du Malawi, à l'ouest de l'Ouganda, au Rwanda, au Burundi, à l'est de la République démocratique du Congo, au Sud Soudan et au sud-est de la République centrafricaine.
Elle vit dans les savanes humides et les broussailles. En Tanzanie et en Ouganda, elle privilégie les herbes du genre Imperata.

## Menaces
L'Union internationale pour la conservation de la nature la distingue comme  espèce de « Préoccupation mineure » (LC) sur sa liste rouge.